# Śluza Koszewo
Śluza Koszewo – ostatnia z czterech śluz na Kanale Ślesińskim zlokalizowana we wsi Koszewo w gminie Skulsk w województwie wielkopolskim. Jest to niewątpliwie najładniejsza śluza na kanale Ślesińskim. Stosunkowo duża różnica poziomów dostarcza niezapomnianych wrażeń podczas śluzowania się małymi statkami. Komorę śluzy otacza ładnie utrzymany „ogródek” założony przez osoby obsługujące obiekt.
Obecnie śluza Koszewo obsługuje, prawie wyłącznie, ruch jednostek turystycznych.